# تسرب

تسرب ماء من أنبوب

التسرب أو النضوح هروب المادة عن غير عمد. وهي من المسائل التشغيلية الشائعة في الصناعة.